# 布什內爾鎮區 (密歇根州)
布什內爾鎮區（英語：Bushnell Township）是位於美國密歇根州蒙卡爾姆縣的一個行政鎮區。

## 地方資料
布什內爾鎮區的面積為92.60平方千米，當中陸地面積為92.20平方千米，而水域面積為0.40平方千米。根據2020年美國人口普查的數據，當地共有人口1516人，而人口密度為每平方千米16.37人。